# Schoenchen (Kansas)
Pour les articles homonymes, voir Schoenchen.
Schoenchen est une ville américaine située dans le comté de d'Ellis, au Kansas. Selon le recensement de 2020, sa population est de 170 habitants.